# Ato Colonial
O Ato Colonial (RO 1911: Acto Colonial) foi uma lei constitucional que definiu as formas de relacionamento entre a metrópole e as desde então assim denominadas colónias portuguesas.
Foi aprovado em 1930, durante o período da Ditadura Nacional que antecedeu o Estado Novo, no governo de Domingos da Costa Oliveira, pelo Decreto n.º 18 570 de 8 de Julho de 1930, e republicado, sem o preâmbulo, quando da entrada em vigor da Constituição de 1933. A Lei nº 1900 de 21 de maio de 1935 alterou alguns dos seus artigos.
O Acto Colonial baseava-se nos princípios teóricos da inviolabilidade da integridade territorial, do nacionalismo imperialista e da missão civilizadora de Portugal, enquanto país cristão, ocidental e europeu, tendo por isso uma "função histórica e essencial de possuir, civilizar e colonizar domínios ultramarinos". O conjunto dos territórios possuídos pelos portugueses passou a denominar-se de Império Colonial Português. O Acto Colonial acabou com a limitada autonomia financeira e administrativa das colónias, extinguindo a figura institucional dos altos-comissários, substituída pela dos governadores gerais ou de colónia, e centralizando a decisão no Ministro das Colónias ou no Governo de Lisboa. Os orçamentos gerais das colónias passaram a depender da aprovação do Ministro das Colónias, que devia analisá-los tendo por base teórica o princípio do estrito equilíbrio das finanças públicas. Foi proibida às colónias contraírem empréstimos em países estrangeiros por conta própria. Restringiu também as concessões a estrangeiros, quer no domínio territorial, quer na exploração de portos comerciais, sobretudo acabou com o direito de empresas particulares de gozarem de prerrogativas de funções de soberania nas concessões coloniais. Em suma, a metrópole passou a ser o árbitro supremo, sobretudo nas relações económicas entre as colónias e entre o conjunto colonial e a metrópole.
O Acto Colonial definiu durante muito tempo o conceito ultramarino português, tendo sido revogado na revisão da Constituição portuguesa feita em 1951, que o modificou e integrou no texto da Constituição. Com a revisão constitucional de 1951, a visão imperalista foi teoricamente abandonada, sendo substituída por uma estratégia que visava a assimilação civilizadora das colónias à metrópole, com o objectivo final de criar uma nova ordem política, que podia ser a integração total, autonomia, federação, confederação, etc. Reflectindo esta nova visão teórica, os territórios do ultramar voltaram a designar-se por "províncias ultramarinas".